# Adrian Kondratiuk
Adrian Kondratiuk (ur. 23 lutego 1993) – polski piłkarz ręczny, środkowy rozgrywający, od 2019 zawodnik Górnika Zabrze.

## Kariera sportowa
Wychowanek Dziewiątki Legnica. Następnie był uczeniem i zawodnikiem SMS-u Gdańsk, w którego barwach występował w I lidze. W sezonie 2011/2012, w którym rozegrał 22 mecze i zdobył 105 goli, zajął 8. miejsce w klasyfikacji najlepszych strzelców I ligi.
W latach 2012–2019 był zawodnikiem Wybrzeża Gdańsk. W jego barwach przez trzy sezony grał w I lidze, a przez cztery sezony w Superlidze. W sezonie 2018/2019, w którym rozegrał 36 meczów i zdobył 193 gole, zajął 1. miejsce w klasyfikacji najlepszych strzelców Superligi (przyznany po fazie zasadniczej tytuł króla strzelców otrzymał Arkadiusz Moryto). W sezonie 2018/2019 był też nominowany do nagród dla najlepszego zawodnika i najlepszego środkowego rozgrywającego Superligi.
W lipcu 2019 został zawodnikiem Górnika Zabrze, z którym podpisał trzyletni kontrakt.
Reprezentant Polski juniorów i młodzieżowców. Z reprezentacją Polski U-20 uczestniczył m.in. w rozegranym w kwietniu 2012 w Legionowie turnieju eliminacyjnym do mistrzostw Europy U-20 w Turcji. W 2015 zadebiutował w reprezentacji Polski B. Kolejne występy zaliczył w niej w 2016, 2018 i 2019.
W maju 2017 został po raz pierwszy powołany przez trenera Piotra Przybeckiego do reprezentacji Polski A. Zadebiutował w niej 8 czerwca 2017 w przegranym meczu ze Szwecją (27:33), w którym zdobył dwa gole. W tym samym miesiącu wystąpił w dwóch spotkaniach eliminacyjnych do mistrzostw Europy 2018. W kwalifikacjach do mistrzostw Europy 2020 rozegrał dwa mecze, w których rzucił sześć bramek.

## Sukcesy
Indywidualne
- 1. miejsce w klasyfikacji najlepszych strzelców Superligi: 2018/2019 (193 bramki; Wybrzeże Gdańsk)[3][7]

## Statystyki
| SMS Gdańsk                      | 2010/2011 | I liga    | 19  | 49  | 2,6 |
| SMS Gdańsk                      | 2011/2012 | I liga    | 22  | 105 | 4,8 |
| SMS Gdańsk                      | Razem     | Razem     | 41  | 154 | 3,8 |
| Wybrzeże Gdańsk                 | 2012/2013 | I liga    | 21  | 41  | 2   |
| Wybrzeże Gdańsk                 | 2013/2014 | I liga    | 26  | 107 | 4,1 |
| Wybrzeże Gdańsk                 | 2014/2015 | Superliga | 27  | 58  | 2,1 |
| Wybrzeże Gdańsk                 | 2015/2016 | I liga    | 26  | 114 | 4,4 |
| Wybrzeże Gdańsk                 | 2016/2017 | Superliga | 27  | 72  | 2,7 |
| Wybrzeże Gdańsk                 | 2017/2018 | Superliga | 26  | 80  | 3,1 |
| Wybrzeże Gdańsk                 | 2018/2019 | Superliga | 36  | 193 | 5,4 |
| Wybrzeże Gdańsk                 | Razem     | Razem     | 189 | 665 | 3,5 |
| Stan na koniec sezonu 2018/2019 |           |           |     |     |     |